# Aéroport Enrique Adolfo Jiménez
L'Aéroport Enrique Adolfo Jiménez (code IATA : ONX • code OACI : MPEJ) est un aéroport international situé près de Colón au Panama.
Avant d'être un aéroport civil, il était utilisé par l'armée américaine en tant que terrain militaire créé en 1918. Il a été transféré à l'autorité de la Zone du canal de Panama en 1949. Le contrôle des Américains s'est terminé en 1979 avec le passage sous la gestion du gouvernement du Panama.

## Compagnies et destinations
| Compagnies                   | Destinations   |
| ---------------------------- | -------------- |
| Air Panama aero-taxi Charter | Panama-Albrook |

## Situation
| Ustupu Achutupo Balboa Bocas · del Toro Changuinola Colón Contadora Corazón de Jesús David El Porvenir El Real Garachiné Jaqué Mulatupo Albrook Tocumen Pedasí Playón Chico Puerto Obaldia Sambú Puerto Piña Río Hato Las · Perlas Isla · del Rey |